# Antero-lateraal ligament
De voorlangse gewrichtsband of anterolateraal ligament (ALL) is een ligament van de knie dat loopt tussen het scheenbeen (tibia) en het dijbeen (femur).

## Geschiedenis
Lang dacht men dat de voorste kruisband (ligamentum decussatum anterius) het enige ligament was aan de buitenzijde van de knie. In 2013 pas werd het anterolaterale ligament beschreven door Steven Claes en Johan Bellemans van het Universitair Ziekenhuis Leuven. Deze gewrichtsband kan een verklaring bieden voor blijvende knieproblemen na een volledig herstel van een kruisbandfractuur.
In 1879 echter werd door de Franse chirurg Paul Segond al een beschrijving gegeven van een ligamentachtige structuur tussen het bovenbeen en het onderbeen. Er bestaat echter geen zekerheid dat hij hier hetzelfde ligament mee bedoelde.